# Neurofisiologia
La neurofisiologia è una branca della biologia ed in particolare della fisiologia umana che studia il funzionamento dei neuroni e delle reti neurali. Caratteristica peculiare della neurofisiologia è lo studio e il monitoraggio dell'attività chemioelettrica delle singole cellule nervose e di strutture nervose più complesse.
Data l'estensione e la complessità della materia trattata, vi sono molti neurofisiologi che studiano anche i processi cognitivi da un punto di vista fisiologico. Da questo punto di vista la neurofisiologia è integrata con la psicofisiologia e la psicologia fisiologica come nucleo principale delle scienze cognitive. Queste due però non studiano tanto il cervello in sé, ma piuttosto cercano di capire a livello logico di funzionamento le relazioni tra fisiologia e processi cognitivi o comportamento.
La neurofisiologia da qualche decennio è diventata, soprattutto negli Stati Uniti, una disciplina molto importante per i suoi contributi per lo studio della coscienza e del pensiero e non per caso numerosi neurofisiologi contemporanei si occupano anche di filosofia della mente.